# Polo
|  | Per a altres significats, vegeu «Polo (desambiguació)». |

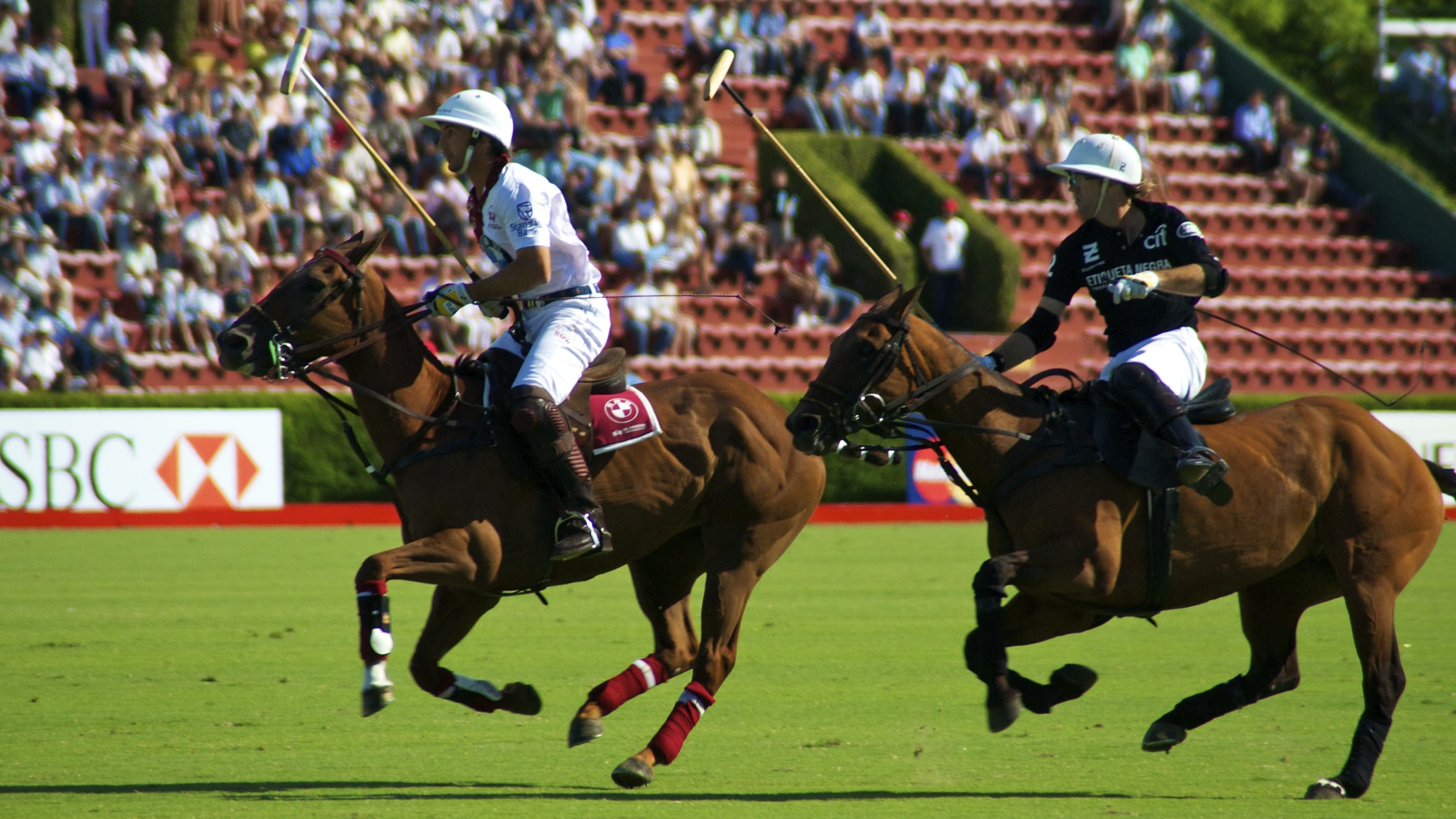
Campionat de Polo a l'Argentina

El polo és un esport de pilota en què dos equips amb quatre jugadors cada un, muntats a cavall, intenten portar una petita pilota de fusta cap a la porteria rival, formada per dos pals de vímet, per mitjà d'una maça. L'objectiu consisteix a marcar la major quantitat de gols. L'esport tradicional del polo es juga en un camp d'herba de 270 per 150 metres. És un esport antic, la seva pràctica es remunta a fa més de dos mil anys i l'origen probable es troba a l'Àsia central. Actualment els partits tenen una durada aproximada de dues hores, i es divideix en sis o vuit períodes o temps anomenats chukkers.
El club de Hurlingham, situat a Londres, promulga el primer reglament. La Federació Internacional de Polo (FIP), fundada en 1983 amb seu a Beverley Hills, Califòrnia, organitza la Copa del món. El polo va aparèixer en el programa olímpic en 1900, 1908, 1920, 1924 i 1936.

## Història

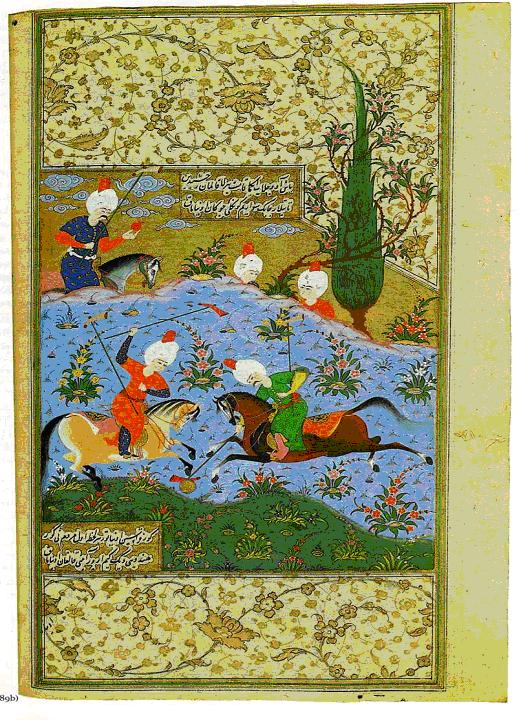
Çevgan, en una miniatura otomà del

### Orígens
Encara que es desconeixen els orígens exactes del joc, molt probablement va començar com un simple joc jugat per nòmades iranians muntats a l'Àsia central,  amb la forma actual originària de l'Iran (Pèrsia) i estenent-se per l'est i l'oest. Amb el temps, el polo es va convertir en l'esport nacional persa, jugat àmpliament per la noblesa. Les dones jugaven tan bé com els homes. Durant el període de l'Imperi Part (247 aC al 224 dC), l'esport va tenir un gran mecenatge sota els reis i els nobles. Segons l'Oxford Dictionary of Late Antiquity, el polo (conegut com čowgān en persa mitjà, és a dir, chovgan), va ser un joc de pilota persa i un passatemps important a la cort de l'Imperi Sassànida (224-651). També va formar part de l'educació reial per a la classe dominant sassànida. L'emperador Shapur II va aprendre a jugar a polo quan tenia set anys, el 316 dC. Conegut com a chowgan, encara es juga a la regió avui en dia.

### Edat mitjana i època moderna
Vàlid per a l'entrenament de cavalleria, el joc es va jugar des de Constantinoble, on l'emperador Teodosi II va construir un terreny de polo a principis del segle V, fins al Japó, a l'edat mitjana. El joc també es va estendre al sud fins a Aràbia, l'Índia i el Tibet.
El Bagdad de l'epòca Abbàssida tenia un gran camp de polo fora de les seves muralles i una de les portes de principis del segle xiii de la ciutat, el Bab al Halba, va rebre el nom d’aquests terrenys de polo propers. El joc va continuar sent recolzat pels governants mongols de Pèrsia al segle xiii, així com sota la dinastia safàvida. Al segle xvii la plaça Naqsh-i Jahan d'Esfahan va ser construït com un camp de polo pel rei Abbas I. El joc també va ser exportat al veí Imperi Romà d'Orient en una data primerenca. Un tzykanisterion (estadi per jugar a tzykanion, el nom romà d'Orient del polo) va ser construït per l'emperador Teodosi II (r. 408-450) dins del Gran Palau de Constantinoble. L'emperador Basili I (r. 867-886) va destacar-hi. L'emperador Alexandre (r. 912–913) va morir esgotat mentre hi jugava i Joan I de Trebisonda (r. 1235–1238) va morir d’una lesió mortal durant un partit.
Amb l'expansió de l'islam i la conquesta de les dinasties aiúbida i mameluca d'Egipte i del Llevant, les seves elits van afavorir-lo per sobre de la resta d'esports. Se sap que sultans notables com Saladí i Bàybars hi jugaven i el promocionaven entre els seus.
El joc es va estendre pel sud d'Àsia, amb una forta presència a les zones del nord-oest de l'actual Pakistan des d'almenys els segles XV-XVI. Es diu que el nom de polo deriva de la paraula balti "pulu", que significa bola. Qutb-ad-Din Àybak, sultà de Delhi de 1206 a 1210, va patir una mort accidental durant un partit de polo. Probablement el polo va viatjar seguint la Ruta de la Seda fins a la Xina, on era popular a Chang'an, capital de la dinastia Tang,i on també era practicat per dones, que portaven vestit masculí. Segons l'Oxford Dictionary of Late Antiquity, la popularitat del polo a Chang'an es va veure reforçada per la presència de la cort sassànida a l'exili.
Una primitiva variació del polo, coneguda com a buzkashi o kokpar, encara es juga en algunes zones d'Àsia.

### Joc modern

#### Índia i Gran Bretanya

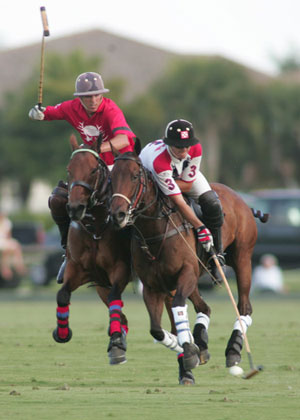
Jugadors de polo

El joc modern de polo prové de Manipur, Índia, on el joc es coneixia com a "sagol kangjei" o "pulu". Va ser la forma anglicitzada de l'última, referida a la bola de fusta que es feia servir, que va ser adoptada per l'esport en la seva lenta propagació cap a l'oest. El primer club de polo es va establir a la ciutat de Silchar, a Assam, el 1833.
Els orígens del joc a Manipur es remunten als primers precursors de Sagol Kangjei. Aquesta era una de les tres formes d'hoquei a Manipur, les altres eren l' hoquei herba (anomenat khong kangjei) i la lluita lliure-hoquei (anomenada mukna kangjei). Rituals locals, com ara els relacionats amb l'Ibudhou Marjing, el déu poni alat del polo i els episodis rituals de creació del festival Lai Haraoba, que representaven la vida del seu fill, Khoriphaba, el déu dels esports de polo, poden indicar un origen anterior als registres històrics de Manipur. El joc regular d'aquest joc va començar el 1605 durant el regnat del rei Khagemba. Tanmateix, va ser el primer emperador mogol, Baber, qui va popularitzar l'esport a l'Índia i, finalment, va influir significativament a Anglaterra.
A Manipur, el polo es juga tradicionalment amb set jugadors per banda. Els jugadors munten un poni Manipuri, que fa menys de 132 cm. No hi ha pals a la porteria, i un jugador marca simplement colpejant la pilota per qualsevol extrem del camp. Els jugadors colpegen la pilota amb el costat llarg del cap del mall, no amb el final. No es permet als jugadors agafar la pilota, tot i que sí se'ls permet bloquejar-la amb qualsevol part del cos, excepte amb la mà oberta. Els pals són de canya i les boles d'arrels de bambú. Els jugadors es protegien les cames fixant escuts de cuir a les selles de muntar.
El club de polo més antic és el Cachar Club, fundat el 1859 a Silchar. El 1862 es fundà el club de polo més antic que encara existeix, el Calcutta Polo Club, creat per dos soldats britànics, Sherer i el capità Robert Stewart. Més tard van difondre el joc als seus companys a Anglaterra. Als britànics se’ls atribueix la difusió del polo a tot el món a finals del segle xix i principis del segle xx en ple apogeu del seu imperi. Els oficials militars van importar el joc a la Gran Bretanya durant la dècada de 1860 i d'aquí el van estendre per l'Europa occidental. L'òrgan que regeix l'esport al Regne Unit és la Hurlingham Polo Association, que va elaborar el primer conjunt de regles britàniques el 1874, moltes de les quals encara existeixen.

#### Argentina i els Estats Units
Els immigrants britànics a la Pampa argentina van començar a practicar polo durant el seu temps lliure. Entre ells, hi havia David Shennan, a qui se li atribueix haver organitzat el primer partit de polo formal del país el 1875 a l’Estancia El Negrete, a la província de Buenos Aires. L'esport es va estendre ràpidament entre els hàbils gautxos i ràpidament es van obrir diversos clubs per tot el país.
Paral·lelament, el maig de 1876 es van organitzar els primers partits de polo als Estats Units.

## Regles
El principi és bastant senzill: dos equips de quatre jugadors a cavall (un total de vuit jugadors al camp) competeixen per marcar el màxim de gols possibles. Per fer-ho van colpejant amb una maça una bola que han de fer passar entre dos pals verticals separats entre si a 7,50  metres. No hi ha límit d’alçada per marcar un gol. La pilota està feta de plàstic molt dur o de fusta i ha de tenir 8,5 cm de diàmetre. El camp de polo és un gran camp d’herba de 275 metres de llarg per 145 d’amplada. Els partits es divideixen en vuit períodes anomenats "chukkas" de 7 minuts i mig cadascun. La regla principal és que tan bon punt la pilota estigui en moviment, cap genet, inclòs el que la va colpejar per última vegada, no pot travessar la seva "línia" (direcció de la pilota quan es va colpejar per última vegada). El conjunt oficial de regles i interpretacions de regles són revisades i publicades anualment per cada associació nacional de polo. La majoria de les associacions més petites segueixen les regles de la Hurlingham Polo Association del Regne Unit i de la United States Polo Association.

## Cavalls de polo

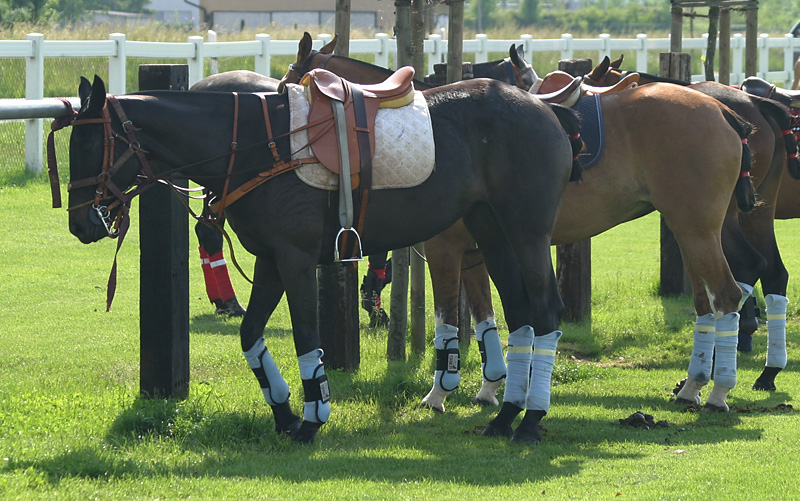
Ponis de polo esperant a començar el partit.

Les muntures utilitzades s'anomenen 'ponis de polo', encara que el terme poni és purament tradicional, ja que la muntura és en realitat un cavall de mida completa. Fan de 147 a 163 cm d'atura fins a la creu i pesen entre 410 i 500 kg. El poni de polo és seleccionat acuradament per aconseguir puntes de velocitat, resistència, agilitat i maniobrabilitat. El temperament és crític; el cavall ha de romandre receptiu sota pressió i no excitar-se o ser difícil de controlar. Molts són pura sang o creuaments de pura sang. Estan entrenats per ser dirigits amb una mà a les regnes i per respondre als senyals de la cama i el pes del genet per avançar, girar i aturar-se.
L'entrenament d'un poni de polo generalment comença als tres anys i dura de sis mesos a dos anys. La majoria dels cavalls arriben a la maduresa física completa al voltant dels cinc anys, i els ponis estan en el seu punt màxim físic entre els sis i set anys. Si no tenen cap accident aquests ponis poden jugar fins als 18 o 20 anys. Cada jugador ha de tenir més d'un cavall, per permetre que les muntures cansades siguin substituïdes per d'altres.

## Jugadors

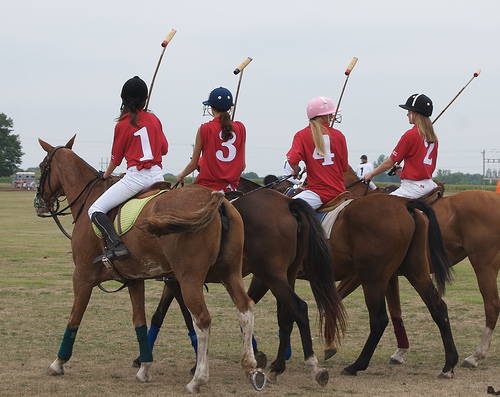
Equip femení de polo, Estats Units.

Cada equip consta de quatre jugadors muntats, que poden ser equips mixts d’homes i dones.
Cada lloc assignat a un jugador té certes responsabilitats:
- El número u és la posició més ofensiva al camp. Generalment cobreix el número quatre de l'equip contrari
- El número dos té un paper important en la part ofensiva, ja sigui corrent i anotant o passant al número u i entrant darrere d’ells. Defensivament, cobrirà el número tres de l'equip contrari, generalment el millor jugador de l'altre equip. Donada la dificultat d’aquesta posició, no és estrany que el millor jugador de l'equip jugui al número dos sempre que hi hagi un altre jugador fort que pugui jugar al tres.
- El número tres és el líder tàctic i ha de ser un llançador poderós per passar les boles al número dos i al número u, a més de mantenir una defensa sòlida. El millor jugador de l'equip sol ser el jugador número tres, que sol tenir el handicap més alt.
- El número quatre és el principal jugador de la defensa. Pot moure's per qualsevol part del camp, però generalment intenten evitar la puntuació. Com més bé defensi més possibilitats de fer jugades ofensives tindrà el jugador número tres, ja que sap que estarà cobert si perd la bola.

El polo ha de jugar-se amb la mà dreta per evitar col·lisions frontals.